# Платонов Харитон Платонович
Платонов Харитон Платонович (рос. Платонов Харитон Платонович, 1842, с. Ворона, Мологський повіт, Ярославська губернія, Російська імперія — 5 (18) вересня 1907, Київ, Київська губернія, Російська імперія) — український живописець російського походження, працював в Україні.

## Життєпис
У 1859—1870 роках навчався у Петербурзькій академії мистецтв.
З 1879 року оселився в Києві. Близький до передвижників, брав участь у їхніх виставках в Києві, Харкові, Одесі, Ризі, Єкатеринбурзі, Казані. У його картинах відтворено селянське життя, поневіряння дітей. Улюблений сюжет Харитона Платонова — портрети українських дівчат з виразом елегійного настрою. [джерело?] Постійний учасник виставок в Києві, Харкові, Одесі.
У 1885 році написав портрет кобзаря Остапа Вересая.
У 1880–1900 роках викладав у Київській рисувальній школі Миколи Мурашка, потім — в заснованому в 1901 році на основі школи Київському художньому училищі.

## Галерея

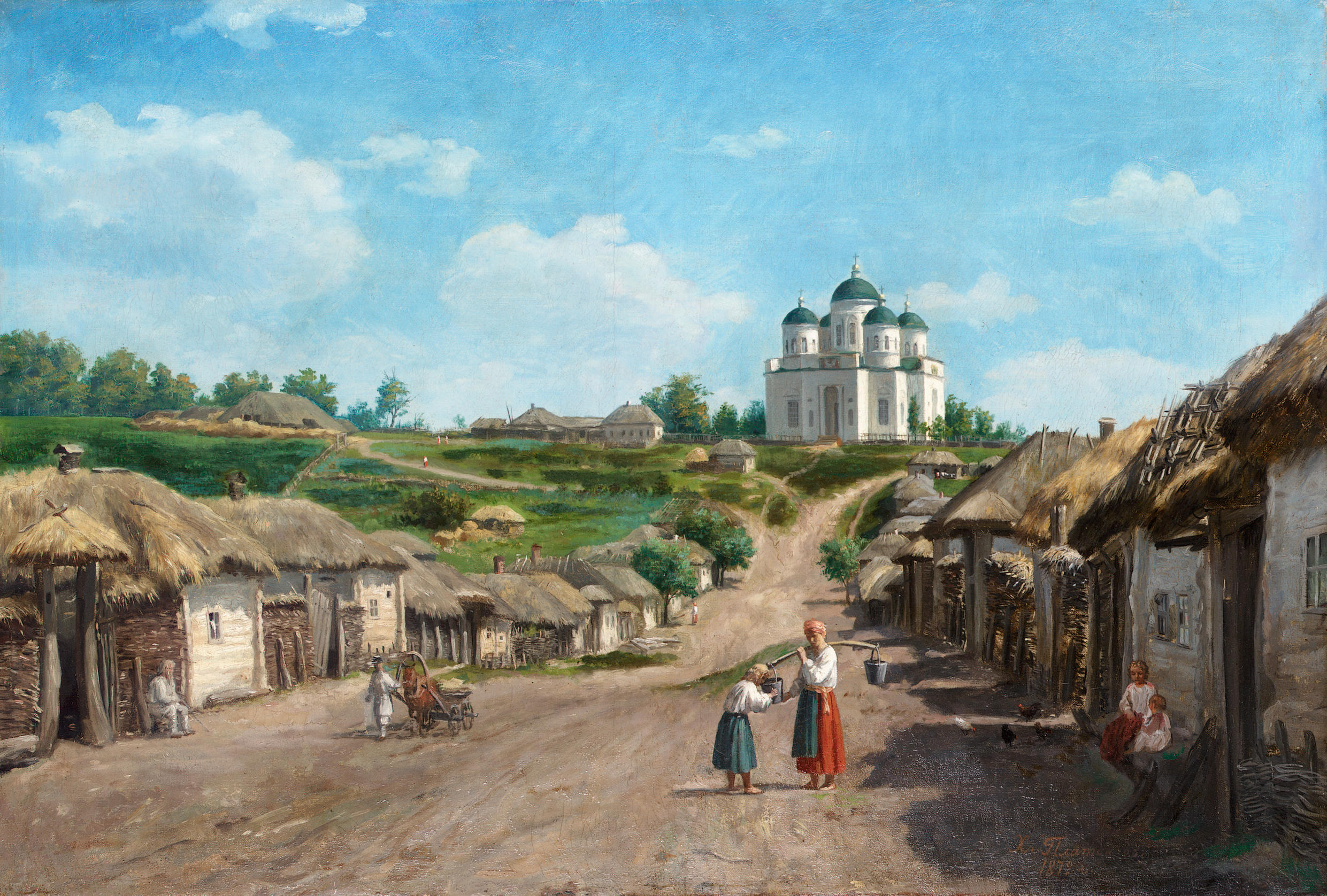
«Сільський краєвид із церквою», (1872), полотно, олія
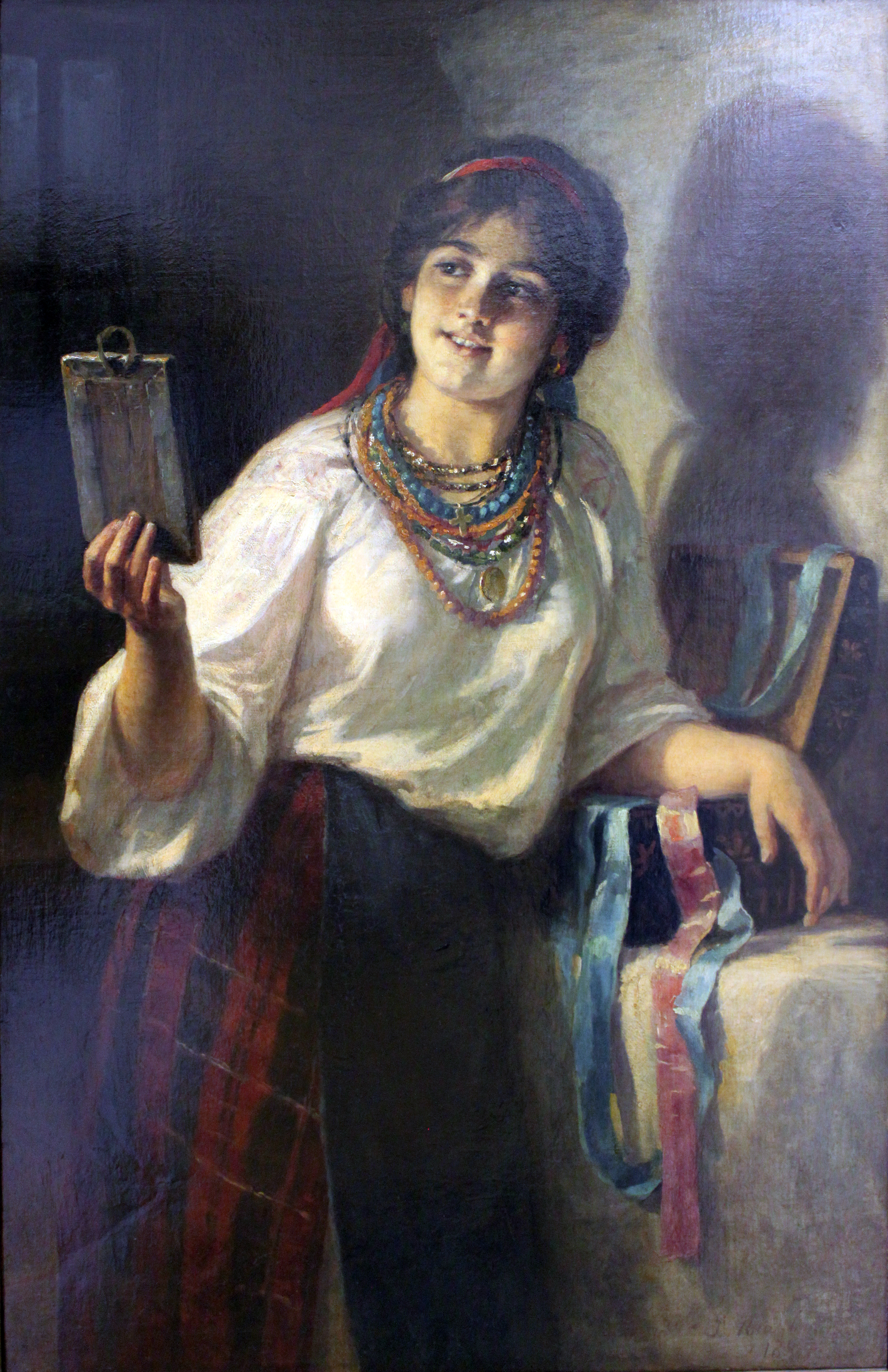
Оксана (з повісті Гоголя «Ніч перед Різдвом»), 1888
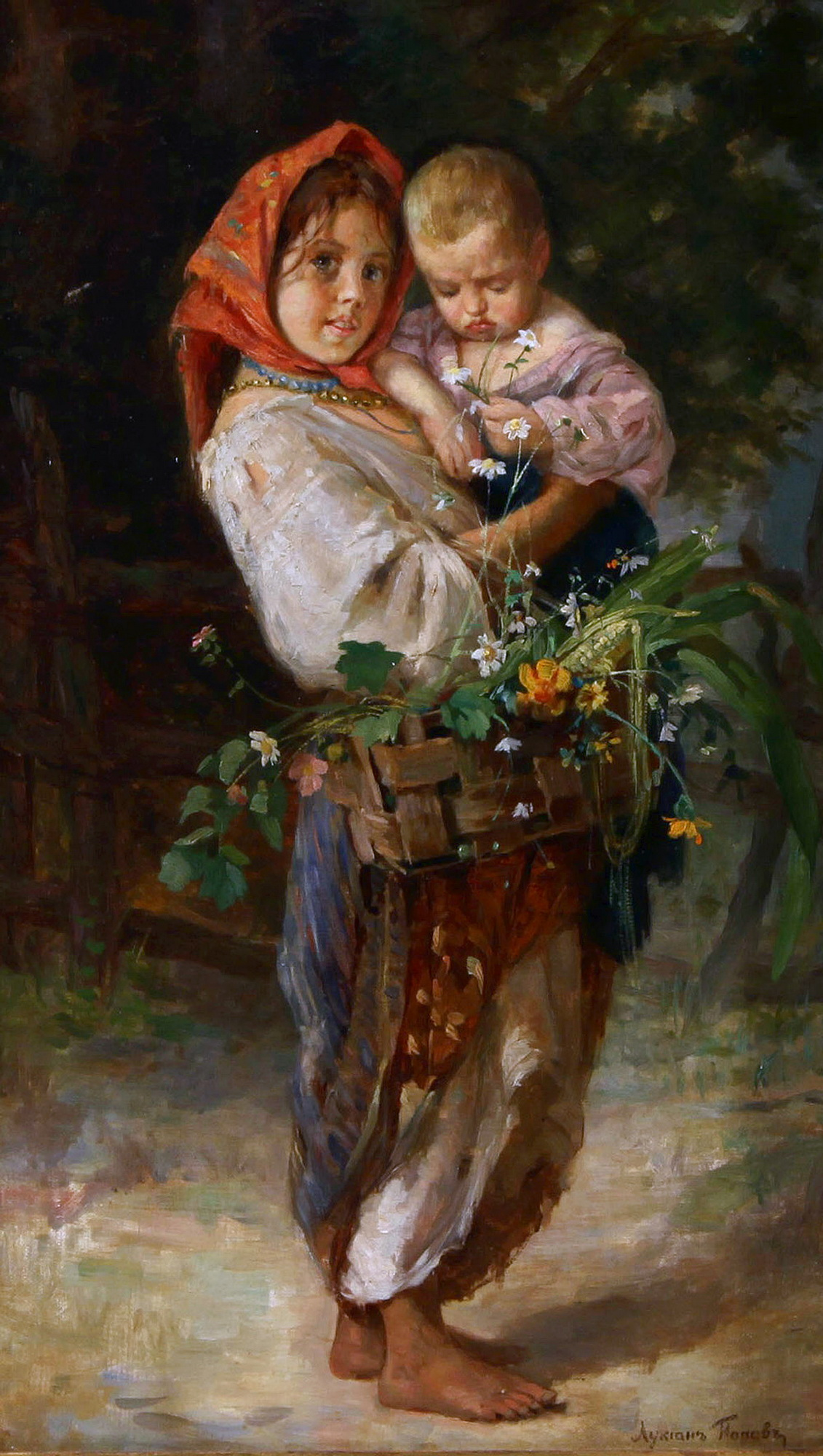
Наймичка, 1886
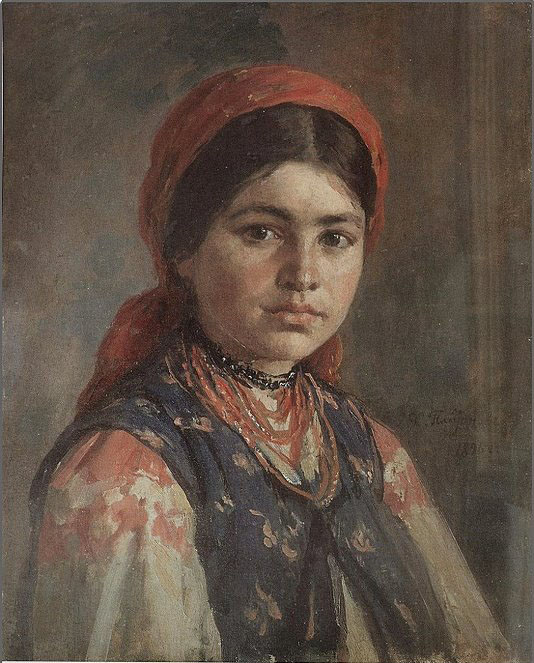
Дівчина-українка, 1896
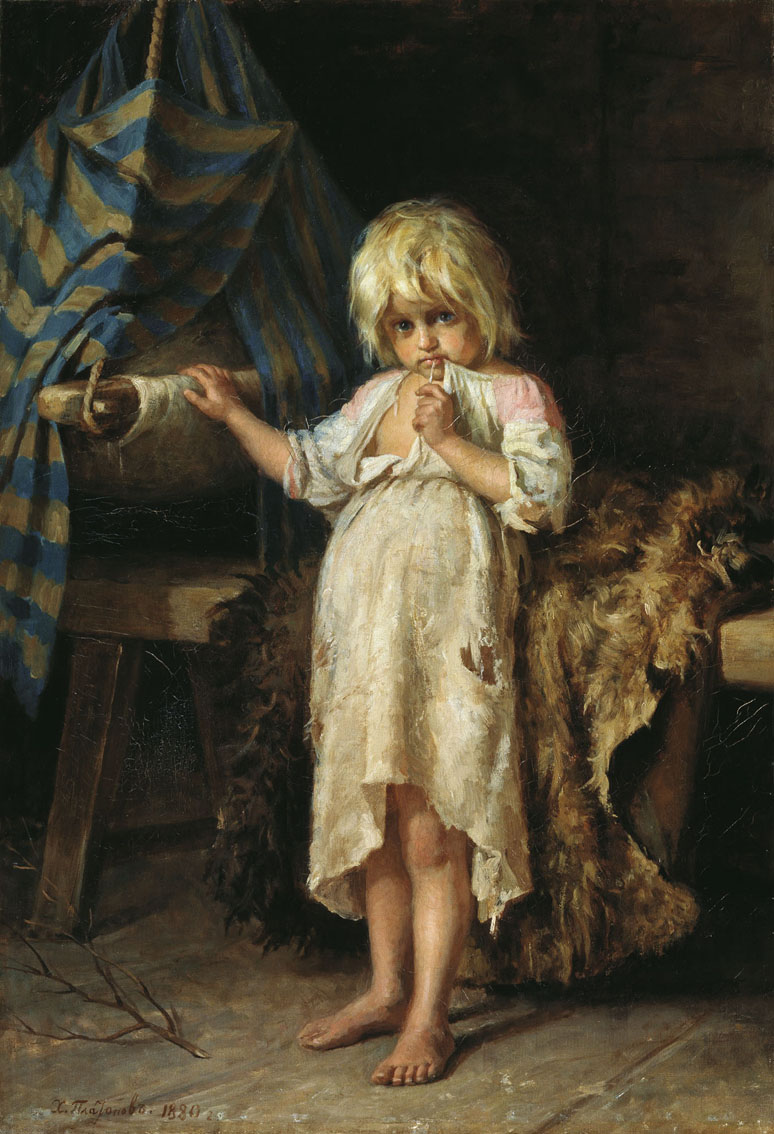
Маленька няня, 1880
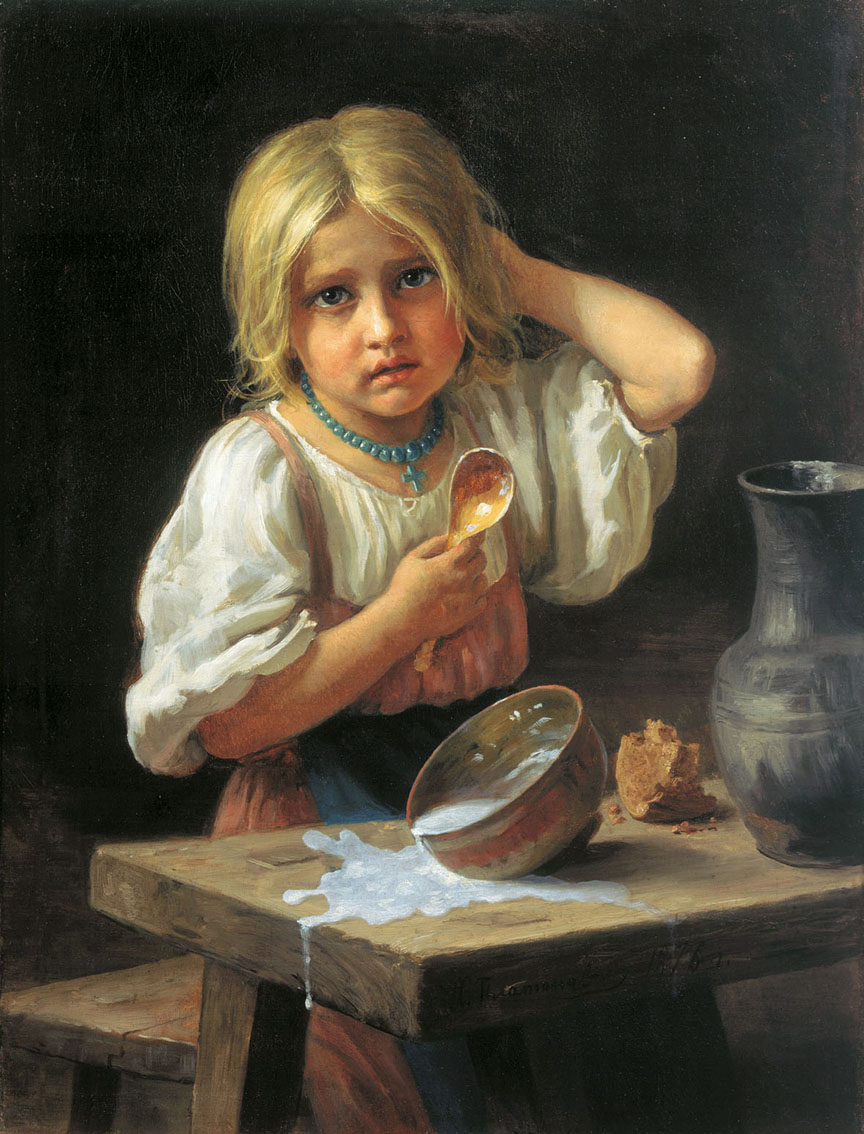
Селянська дівчина (Молоко пролила), (1876), полотно, олія, Томський обласний художній музей
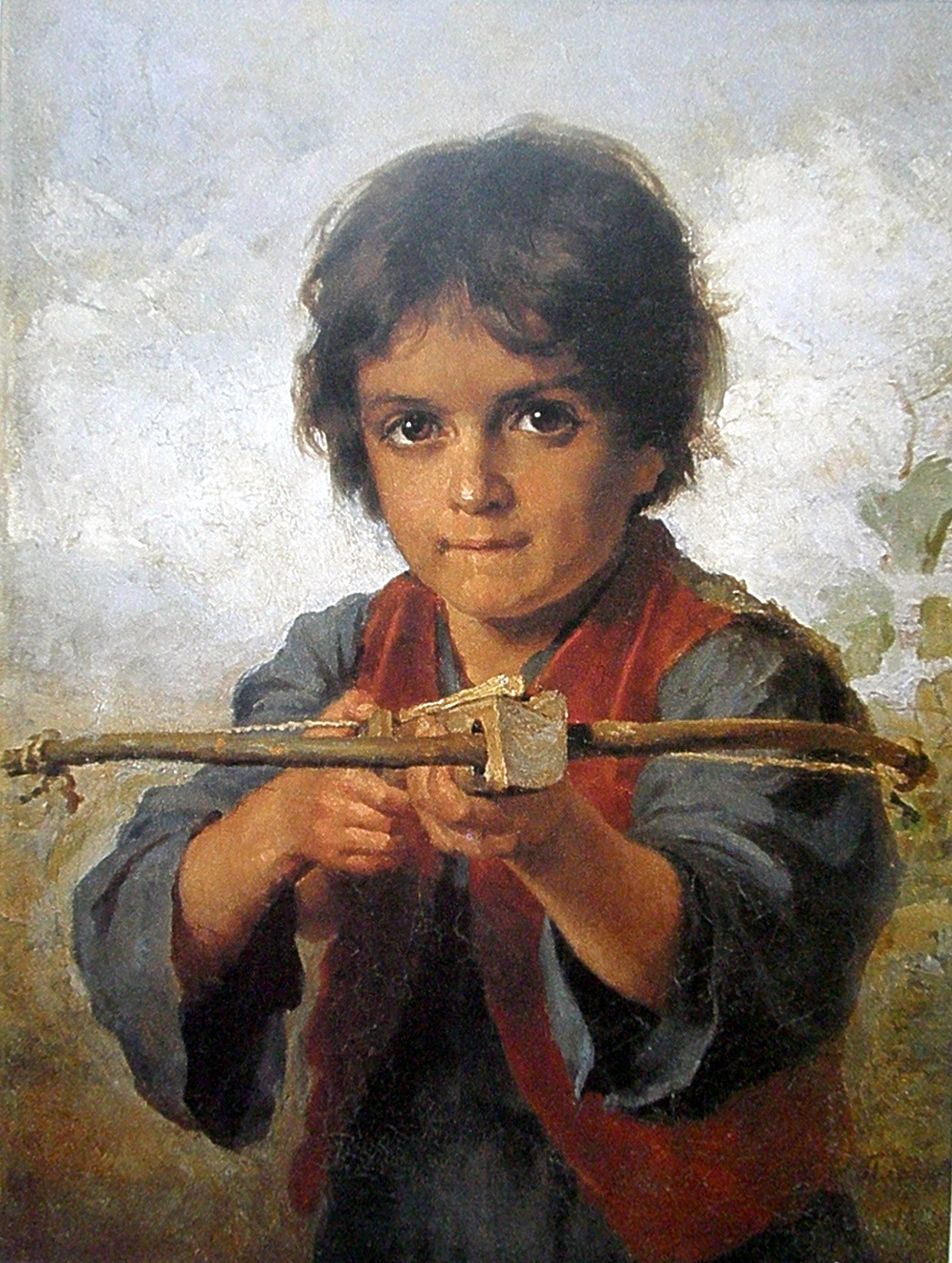
«Хлопчик, що стріляє з лука», 1878, полотно, олія, Новгородський музей-заповідник
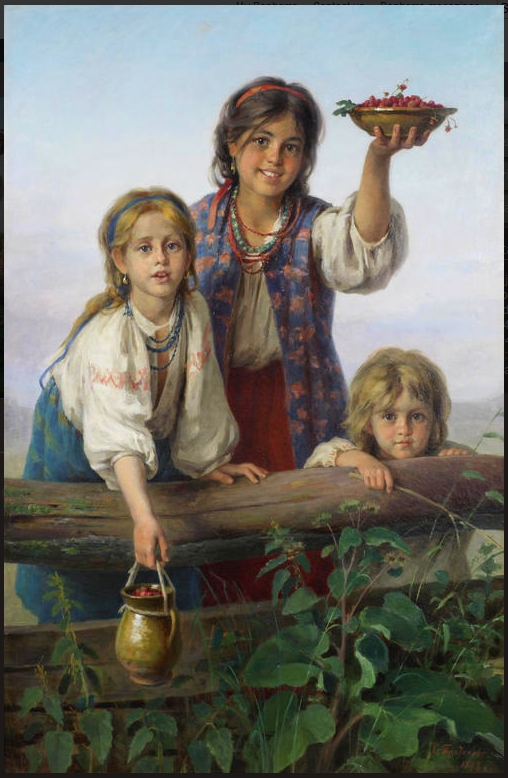
«Купіть ягід!», 1888, полотно, олія, приватна колекція
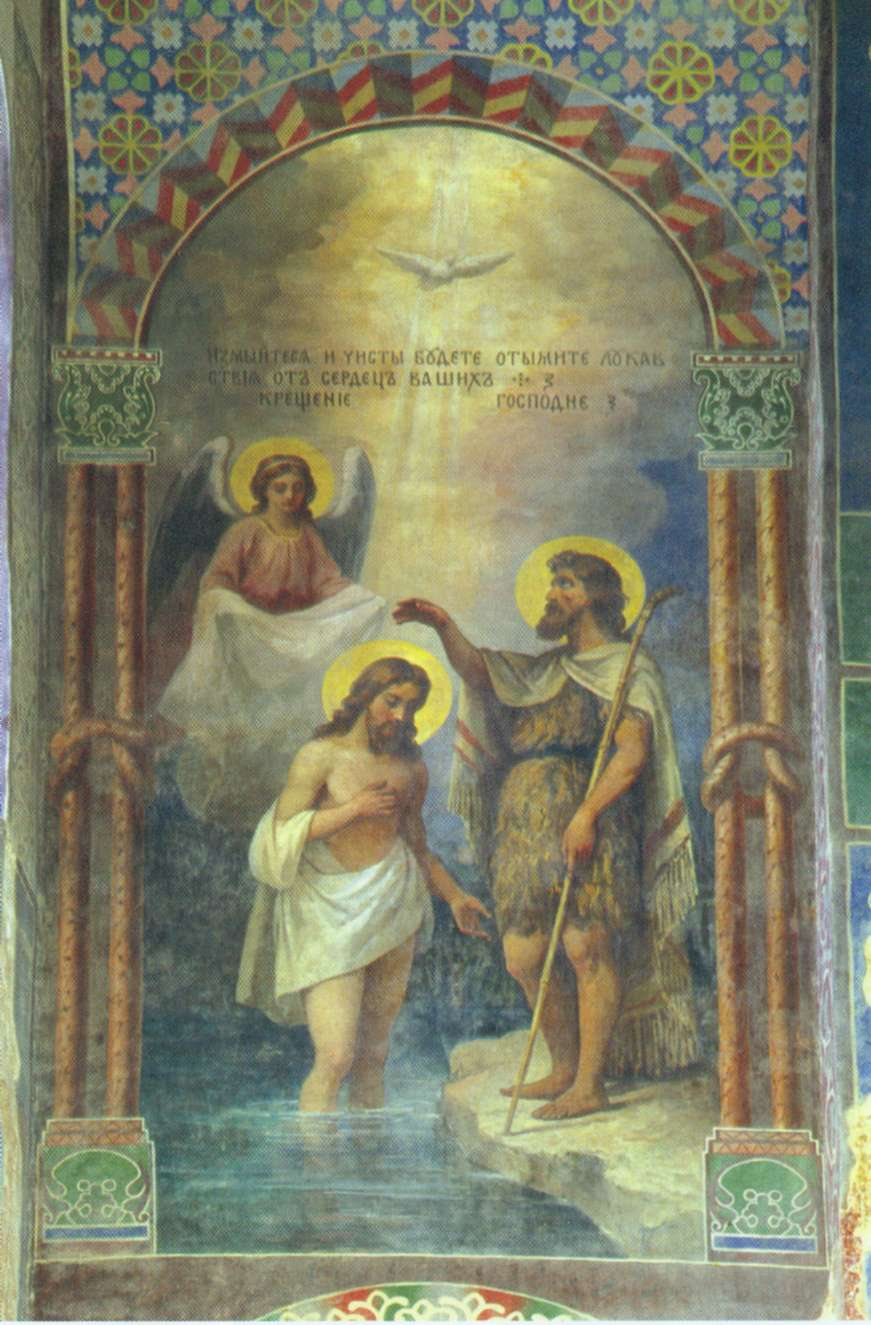
Хрещення Ісуса Христа. Олія. Західна стіна південної частини трансепта, Кирилівська церква